# Toni Pou
Toni Pou Pujadas (El Masnou, 1977) es un físico, profesor universitario y periodista científico español.

## Biografía
Pou es licenciado en Física por la Universidad de Barcelona y trabaja como profesor universitario, periodista y divulgador científico. Como profesor lo es de comunicación científica en la Universidad Internacional de Cataluña y codirige el posgrado en comunicación científica de la Universidad de Vich. Como periodista, en la actualidad (2020) coordina el suplemento de ciencia del diario Ara.
Es cofundador de la empresa Eduscopi, dedicada a la divulgación científica, y fue durante seis años el comisario de la exposición itinerante El Ártico se rompe, de CosmoCaixa Barcelona. Entre sus obras, artículos y ensayos divulgativos se encuentra On el dia dorm amb els ulls oberts (2011) (Donde el día duerme con los ojos abiertos), Premio Godó de Periodismo de Investigación y Reporterismo y Premio Prismas al mejor libro de divulgación publicado en España. En 2019 fue galardonado por la Sociedad Catalana de Biología con el Premio SCB a la Divulgación por el dossier multimedia Evolució, publicado por el diario Ara, donde se conmemoró el 160 aniversario de la publicación del libro On the Origin of Species de Charles Darwin que describía la teoría de la selección natural.